# WFV-Pokal 2005/06
WFV-Pokalsieger 2006 wurden die Stuttgarter Kickers. Im Endspiel am 24. Mai 2006 in Kirchheim/Teck besiegten sie den SSV Ulm mit 5:4 nach Elfmeterschießen. Mit dem Gewinn des WFV-Pokals qualifizierten sich die Stuttgarter Kickers für den DFB-Pokal 2006/07.
Die ersten drei Runden des Pokalwettbewerbs wurden in vier regionalen Gruppen ausgetragen. Ab dem Achtelfinale wurde verbandsweit gespielt.

## Achtelfinale
|                                | Ergebnis              |                        |
| ------------------------------ | --------------------- | ---------------------- |
| FSV 08 Bissingen               | 5:3 n. V.             | FV Olympia Laupheim    |
| 1. FC Frickenhausen            | 0:3                   | SV Stuttgarter Kickers |
| FC Heilbronn                   | 1:2                   | SSV Ulm 1846           |
| TSV Crailsheim                 | ?:? n. V. (3:5 n. E.) | 1. FC Normannia Gmünd  |
| FC 07 Albstadt                 | 0:7                   | SSV Reutlingen         |
| SV Bonlanden                   | 1:0                   | Heidenheimer SB        |
| Calcio Leinfelden-Echterdingen | ?:? n. V. (4:5 n. E.) | TSV Schwieberdingen    |
| GSV Maichingen                 | 1:9                   | VfB Stuttgart II       |

* Klassentiefere Mannschaften genießen Heimrecht

## Viertelfinale
|                       | Ergebnis |                        |
| --------------------- | -------- | ---------------------- |
| TSV Schwieberdingen   | 5:2      | SV Bonlanden           |
| FSV 08 Bissingen      | 0:2      | SSV Ulm 1846           |
| SSV Reutlingen        | 0:2      | SV Stuttgarter Kickers |
| 1. FC Normannia Gmünd | 3:1      | VfB Stuttgart II       |

* Klassentiefere Mannschaften genießen Heimrecht

## Halbfinale
|                       | Ergebnis              |                        |
| --------------------- | --------------------- | ---------------------- |
| TSV Schwieberdingen   | 0:6                   | SSV Ulm 1846           |
| 1. FC Normannia Gmünd | 2:2 n. V. (5:6 n. E.) | SV Stuttgarter Kickers |

* Klassentiefere Mannschaften genießen Heimrecht

## Finale
| Paarung                | SV Stuttgarter Kickers – SSV Ulm 1846 |
| Ergebnis               | 3:3 n. V., 4:3 i. E. |
| Datum                  | 24. Mai 2006 |
| Stadion                | Stadion an der Jesinger Allee, Kirchheim unter Teck |
| Zuschauer              | 1.700 |
| Tore                   | 1:0 Marvin Braun (9.) 1:1 Thomas Wünsche (26.) 2:1 Mirnes Mešić (49.) 2:2 Vladimir Manislavić (61.) 2:3 Thorsten Rinke (76.) 3:3 Mirnes Mešić (82.) Elfmeterschießen: 1:0 Stierle, 1:1 Manislavić, Braun scheitert an Betz, 1:2 Mayer, 2:2 Parmak, 2:3 Sahim, 3:3 Marchese, Barth verschießt, 4:3 Yildiz, Intemperante verschießt |
| SV Stuttgarter Kickers | David Yelldell, Jens Härter, Marco Wildersinn, Marvin Braun. Mustafa Akçay, Mirnes Mešić, Bashiru Gambo (69. Emmanuel Akwuegbu), Oliver Stierle, Mustafa Parmak, Kresimir Lukic (86. Vincenzo Marchese), Bastian Bischoff (46. Recep Yıldız) Cheftrainer: Robin Dutt                                                              |
| SSV Ulm 1846           | Holger Betz – Robert Birghan (64. Alper Bagceci), Sören Mende, Andreas Mayer, Vladimir Manislavić, Selçuk Şahin, Gerold Skowranek, Thomas Wünsche, Gaetano Intemperante, Thorsten Rinke (120. Benjamin Barth), Janusz Góra Cheftrainer: Marcus Sorg                                                                               |